# Scutellinia scutellata
A Scutellinia scutellata é uma espécie saprófita de um pequeno fungo da família Pyronemataceae. É a espécie-tipo de Scutellinia, além de ser a mais comum e difundida. Os ascomas são pequenos copos vermelhos com pelos longos e escuros (ou "cílios") característicos. Esses cílios são a característica mais marcante da espécie e são facilmente visíveis com uma lente de aumento.
É comum na América do Norte e na Europa, e foi registrada em todos os continentes. É encontrada em madeira apodrecida e em outros habitats úmidos, geralmente crescendo em pequenos grupos, as vezes formando aglomerados. As vezes é descrita como não comestível, e seu tamanho pequeno também a torna sem interesse culinário. Apesar disso, é popular entre os caçadores de cogumelos devido aos seus pelos incomuns em forma de "cílios", o que o torna memorável e fácil de identificar.

## Taxonomia
A espécie foi descrita pela primeira vez em 1753 por Carl Linnaeus em seu livro Species Plantarum como Peziza scutellata, e seu nome atual foi dado por Jean Baptiste Émil Lambotte em Memoires societe royale des sciences de Liege em 1887. Também recebeu o nome de Patella scutellata em 1902. O epíteto específico scutellata vem do latim e significa "como um pequeno escudo".
O gênero Scutellinia está atualmente classificado na família Pyronemataceae. No entanto, os gêneros das Pyronemataceae carecem de características macroscópicas ou microscópicas unificadoras; essa falta de caracteres unificadores levou vários autores a propor uma variedade de esquemas de classificação. Um estudo de 1996 de espécimes britânicos de Scutellinia revelou que a espécie S. crinita, originalmente descrita como Peziza crinita em 1789 pelo botânico francês Jean Baptiste François Pierre Bulliard, era sinônimo de S. scutellata.
Scutellinia scutellata é a espécie-tipo do gênero Scutellinia.

## Descrição
O ascoma tem a forma de um disco raso, normalmente entre 0,2 e 1,0 cm de diâmetro. Os espécimes mais jovens são quase totalmente esféricos; os copos se abrem e se expandem para um disco durante a maturidade. A superfície interna do copo (a superfície fértil portadora de esporos, conhecida como himênio) é vermelho-alaranjada brilhante, enquanto a superfície externa (a superfície estéril) é marrom-clara. A carne é vermelha e fina. A superfície externa é coberta por pelos rígidos de cor escura, medindo até 1 cm de comprimento. Na base, esses pelos têm até 40 μm de espessura e se afinam em direção aos ápices pontiagudos. Os pelos formam "cílios" distintos na margem do copo que são visíveis a olho nu ou facilmente visíveis por meio de uma lupa. A S. scutellata é séssil; ela não tem um estipe.

### Características microscópicas

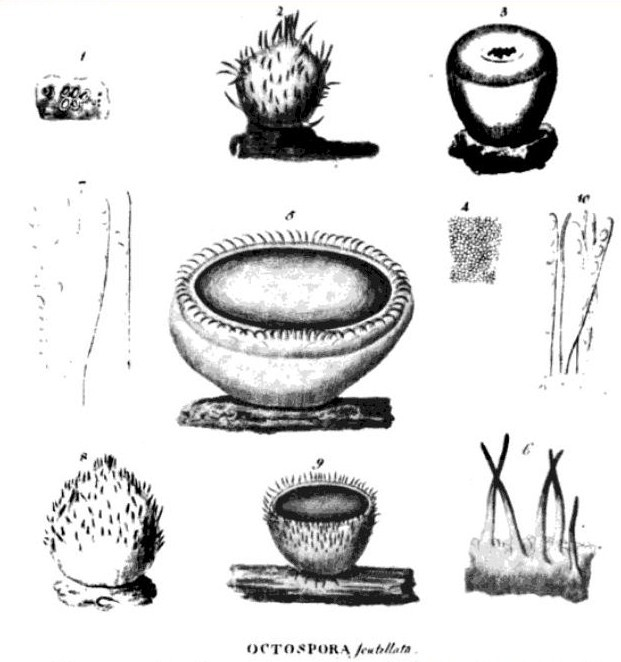
Ascos e ascósporos de S. scutellata, desenhados por Johann Hedwig em 1788

A Scutellinia scutellata tem ascos de aproximadamente 300 μm por 25 μm de tamanho e libera esporos elípticos medindo 18 a 19 μm por 10 a 12 μm. Os esporos translúcidos (hialinos) têm um exterior áspero (com verrugas muito pequenas) e contêm pequenas gotículas de óleo. Eles são brancos quando presentes em grande número, como uma esporada. As paráfises têm formato cilíndrico e apresentam septos que dividem a hifa em células distintas. A microscopia eletrônica da parte superior do asco revelou um opérculo (uma cobertura em forma de aba do asco) e um ascóstomo (um poro no ápice do asco) aproximadamente delimitados e um anel subapical.
Os carotenoides são moléculas pigmentadas encontradas naturalmente em plantas e em alguns tipos de fungos, incluindo S. scutellata. Um estudo de 1965 relatou a composição de carotenoides desse fungo, que continha uma alta proporção de carotenos monocíclicos - carotenos com apenas um anel de cicloexeno, como o betacaroteno. Também estavam presentes pequenas quantidades de xantofila, uma molécula estruturalmente relacionada aos carotenos.

### Espécies semelhantes
De mais de uma dúzia de espécies de Scutellinia, a S. scutellata é a mais comum e difundida, embora seja necessário um microscópio para diferenciar algumas delas. Ela se diferencia da maioria das outras Scutellinia por seu tamanho maior e seus "cílios" característicos. Embora David Arora descreva a S. scutellata como "facilmente reconhecível", ela pode ser confundida com a S. umbrarum (que tem um ascoma maior e esporos maiores, além de ter pelos mais curtos e menos evidentes), S. erinaceus (que é um pouco menor e de cor laranja a amarela, com esporos lisos), Cheilymenia crucipila (que é muito menor, com pelos curtos e pálidos e esporos sem gotículas de óleo) e Melastiza chateri (que é laranja brilhante com pequenos pelos marrons). A S. pennsylvanica é uma versão norte-americana menor, com pelos menores e esporos com verrugas mais grosseiras do que a S. scutellata. A S. barlae também é muito semelhante e só pode ser distinguida de forma confiável por seus esporos aproximadamente esféricos, que normalmente têm 17-23 μm de diâmetro.
As espécies do gênero Lamprospora são menores e sem pelos. Fungos semelhantes que favorecem o esterco em vez de madeira apodrecida incluem Cheilymenia coprinaria, C. theleboides e Coprobia granulata, enquanto espécies como Anthracobia macrocystis, A. melaloma, Trichophaea abundans, Pyronema omphalodes, Pulvinula carbonaria e P. archeri são fungos de cálice que favorecem o solo queimado. Outra espécie semelhante é Lachnellula arida.

## Habitat e distribuição

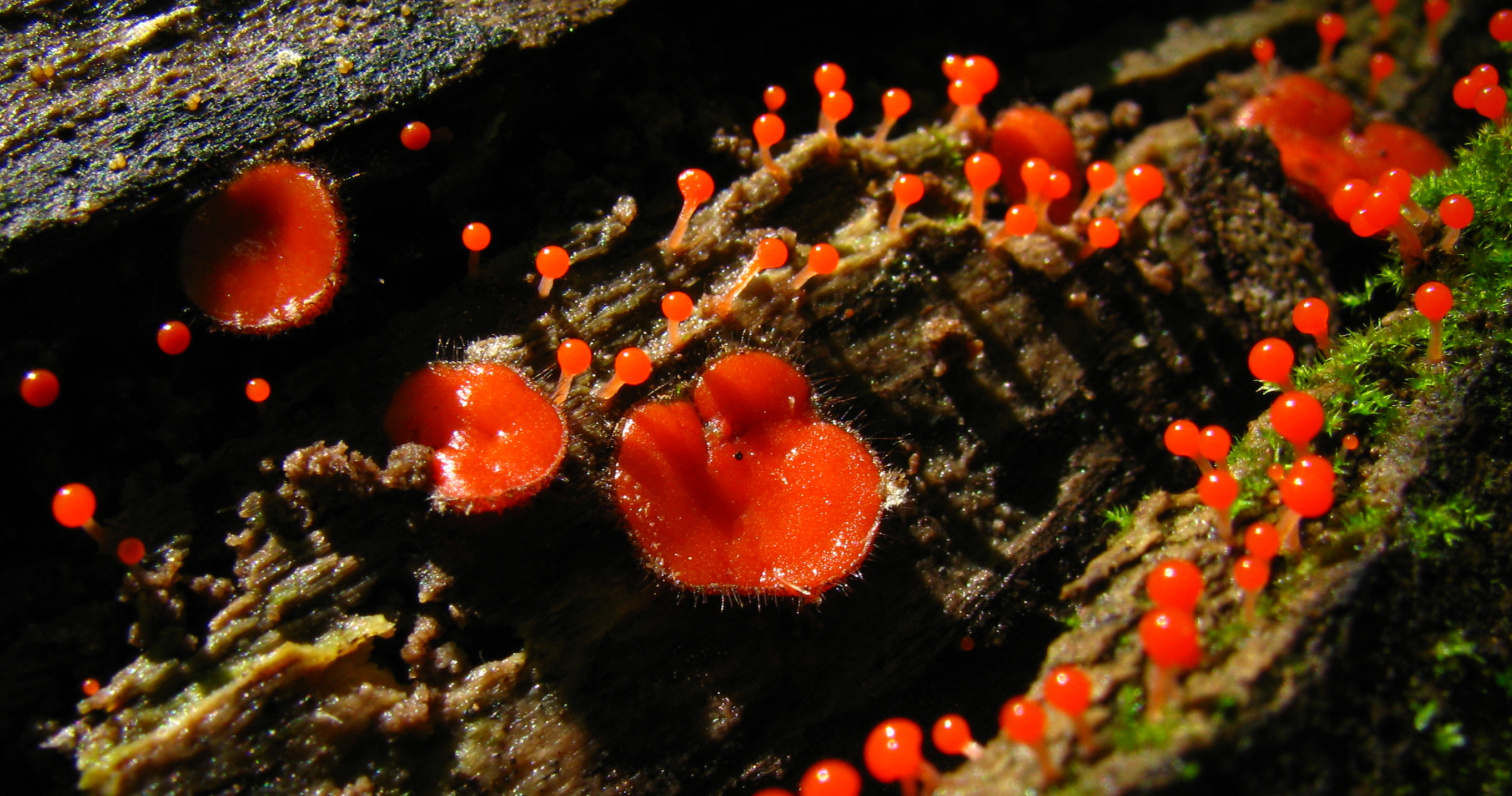
Scutellinia scutellata normalmente cresce em grupos, em madeira apodrecida.

A Scutellinia scutellata é comum tanto na Europa, onde pode ser encontrada do final da primavera ao final do outono, quanto na América do Norte, onde frutifica no inverno e na primavera. Também foi coletada em Camarões, Colômbia, Leste Asiático, Índia, Islândia, Israel, Nova Guiné e Ilhas Salomão, Rússia e Turquia.
Espécie saprófita, ela cresce geralmente em regiões subalpinas, frutificando em madeira podre e solo úmido, e às vezes também pode ser encontrada em cinzas, folhas molhadas ou fungos poliporos. No Alasca, foi encontrada crescendo em húmus na tundra. Um estudo de seis anos sobre a sucessão da flora fúngica que aparece em tocos recém-cortados de álamos (Populus canadensis) mostrou que a S. scutellata apareceu aproximadamente no meio da sucessão fúngica (cerca de 2 a 4 anos após o corte da árvore), junto com as espécies Ascocoryne sarcoides, Scutellinia cervorum e Lasiosphaeria spermoides. Quando crescem na madeira, geralmente são obscurecidas pelo musgo circundante. Embora às vezes sejam encontradas sozinhas, geralmente frutificam em grupos, as vezes formando aglomerados densos em madeira apodrecida ou outros detritos vegetais. Devido ao seu pequeno tamanho, muitas vezes é ignorada, mas a micologista Vera Evenson observou que "a descoberta da S. scutellata é sempre um grande prazer", devido à "beleza dos cílios". Vera McKnight o descreve como "um pequeno fungo muito atraente" e afirma que é fácil de notar devido à sua coloração brilhante.

## Comestibilidade
Enquanto alguns listam a S. scutellata como não comestível, outros a listam como tendo uma comestibilidade desconhecida. David Arora a considera pequena demais para ter qualquer interesse culinário e ela não tem um cheiro ou sabor característico.